# Liu Xiaobo

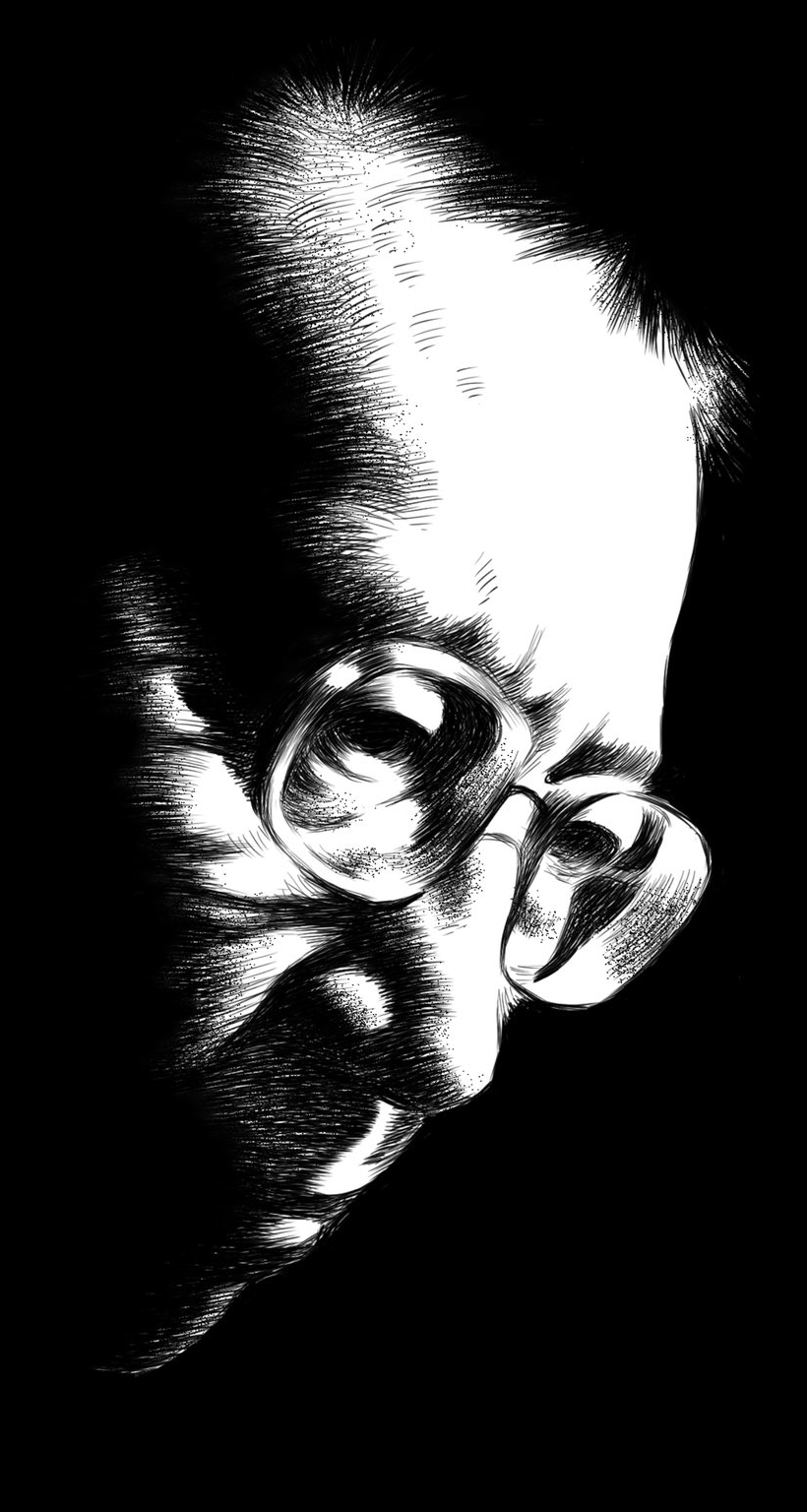
Porträt von Liu Xiaobo

Liu Xiaobo (chinesisch 劉曉波 / 刘晓波; Pinyin: Liú Xiǎobō; Mandarin-Aussprache: [ljǒʊ̯ ɕjɑ̀ʊ̯pɔ́]; anhörenⓘ; * 28. Dezember 1955 in Changchun, Volksrepublik China; † 13. Juli 2017 in Shenyang) war ein chinesischer Schriftsteller, Systemkritiker und Menschenrechtler. Liu war Dozent an der Pädagogischen Universität Peking und seit 2003 Präsident des chinesischen PEN-Clubs unabhängiger Schriftsteller. Im Dezember 2008 unterstützte er mit 302 anderen Intellektuellen das im Internet veröffentlichte Bürgerrechtsmanifest Charta 08 zum Internationalen Tag der Menschenrechte und wurde wegen „Untergrabung der Staatsgewalt“ festgenommen. Im Juni 2009 wurde offiziell gegen ihn Anklage erhoben. Am 25. Dezember 2009 wurde er zu elf Jahren Haft verurteilt. Bis kurz vor seinem Tod war er in einem 500 Kilometer von seiner Heimatstadt Peking entfernten Gefängnis in der Provinz Liaoning inhaftiert.
Am 8. Oktober 2010 gab das Friedensnobelpreiskomitee bekannt, dass ihm der Friedensnobelpreis verliehen wird; die Verleihung fand am 10. Dezember 2010 in Abwesenheit Lius statt. Ab Anfang Dezember 2010 durften bekannte Regimekritiker und ihre Angehörigen die Volksrepublik China nicht verlassen, ihnen wurde die Ausreise verwehrt. Nach Schätzungen von Amnesty International waren von den Ausreiseverboten vor der Preisverleihung bis zum 8. Dezember 2010 ungefähr 200 Personen betroffen. Der Bekanntheitsgrad des Bürgerrechtlers innerhalb Chinas stieg durch die vielfältigen Abwehrmaßnahmen der chinesischen Regierung erheblich.
In einem zurückblickend sehr späten Stadium seines Leberkrebses wurde er am 26. Juni 2017 in ein Krankenhaus eingeliefert, wo er weiter unter strenger Überwachung stand. Dem Todkranken wurde eine Behandlung außerhalb Chinas verwehrt. Er starb am 13. Juli 2017 im Alter von 61 Jahren.  Sein Leichnam wurde in Shenyang eingeäschert. Entgegen den chinesischen Gepflogenheiten wurde seine Asche jedoch nicht an Land bestattet, sondern im Beisein seiner Angehörigen im Meer ausgestreut. Freunde Lius vermuten, dass Druck auf die Familie ausgeübt wurde, dieser Art der Bestattung zuzustimmen, um eine mögliche spätere Erinnerungsstätte für Liu von vornherein zu verhindern.

## Leben und Wirken
Liu Xiaobo wurde während der Kulturrevolution von 1969 bis 1973 mit seinen Eltern in die Volkskommune Dashizhai in der Inneren Mongolei geschickt. Ab November 1976 war er Arbeiter in einer Changchuner Baufirma. Sein 1977 begonnenes Studium im Fachbereich Literatur an der Jilin-Universität schloss er 1982 mit einem Bachelor ab. Danach wechselte Liu Xiaobo an die Pädagogische Universität Peking. Dort war er von 1986 bis 1988 Doktorand und schloss sein Studium mit dem Doktorgrad in Literatur ab.
Im Jahr 1988 wurde er für drei Monate an die Universität Oslo eingeladen. Darauf folgten Aufenthalte an der University of Hawaii und der Columbia University.
Liu Xiaobo beteiligte sich 1989 an den Pekinger Studentenprotesten, die in der Nacht vom 3. auf den 4. Juni gewaltsam beendet wurden (Tian’anmen-Massaker). Dabei bewahrte er etliche Studenten durch Besonnenheit vor sinnloser Selbstopferung. Im Anschluss wurde er von seiner Arbeitsstelle entlassen und saß von 1989 bis 1991 in Haft.
In der Zeit von 1991 bis 1995 lebte er in Peking, schrieb Artikel (die er nur im Ausland veröffentlichen konnte) und beteiligte sich an der Demokratiebewegung. Nach einer sechsmonatigen Haft 1995 wurde er von 1996 bis 1999 zur Umerziehung durch Arbeit eingewiesen. Seit seiner Entlassung im September 1999 lebte er als freier Schriftsteller in Peking. Im November 2003 wurde er zum Präsidenten des Independent Chinese PEN Center (ICPC) gewählt.

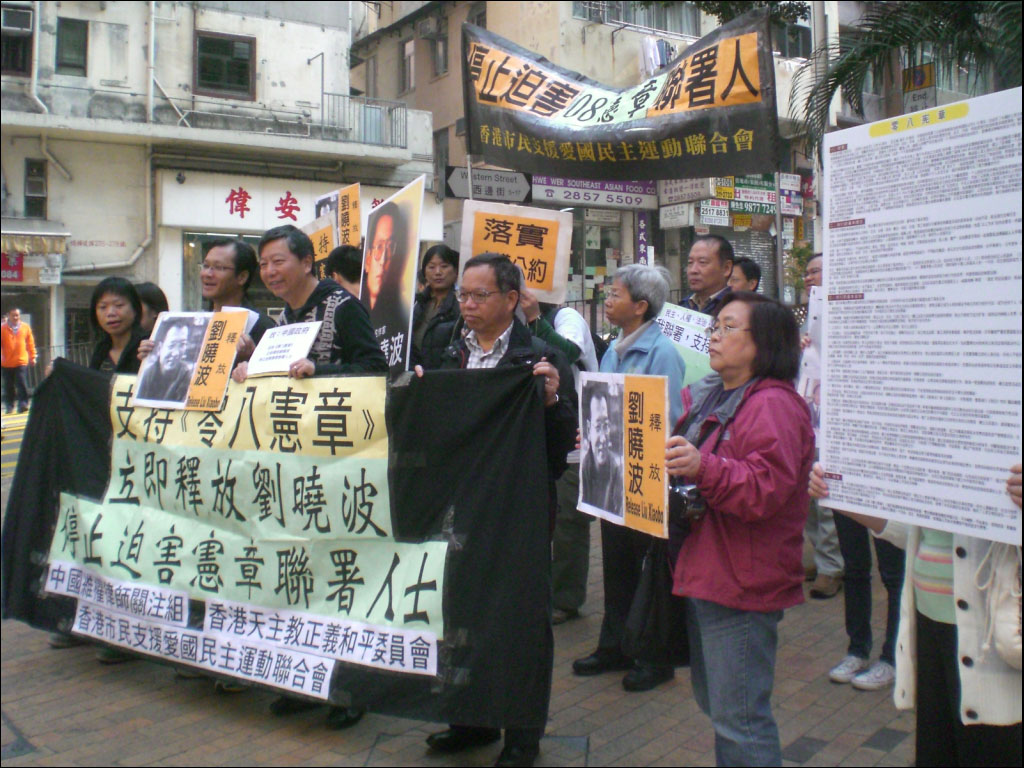
Kundgebung zur Freilassung Lius im Dezember 2008 in Hongkong

Am 9. Dezember 2008 wurde er wegen „Anstiftung zur Untergrabung der Staatsgewalt“ unter Hausarrest gestellt. Nach Angaben von Bekannten wurde er daraufhin in einem Hotel in Peking festgehalten. Ihm wurde zur Last gelegt, Hauptverfasser der Charta 08 zu sein, mit der über 300 chinesische Intellektuelle unter anderem die Einführung freier Wahlen, der Gewaltenteilung und föderaler Strukturen forderten. Im Juni 2009, ein halbes Jahr nach seiner Inhaftierung, wurde gegen Liu Xiaobo Anklage erhoben. Nach Angaben der staatlichen Nachrichtenagentur Xinhua habe er gestanden, Gerüchte verbreitet und die chinesische Regierung diffamiert zu haben. In einer Erklärung vom 26. Juni 2009 forderte der Rat der Europäischen Union China auf, Liu Xiaobo im Rahmen der in der Verfassung der Volksrepublik China garantierten Rechte zur freien Meinungsäußerung sowie des 1998 von China unterzeichneten Internationalen Pakts über bürgerliche und politische Rechte unverzüglich freizulassen und die strafrechtliche Verfolgung einzustellen.
Am 25. Dezember 2009 wurde Liu Xiaobo in dem Prozess zu elf Jahren Haft verurteilt. Europäische und US-amerikanische Diplomaten waren vom Prozess ausgeschlossen. Die EU und die Vereinigten Staaten kritisierten die Verurteilung scharf und forderten die sofortige Freilassung. Die chinesische Regierung wertete dies als Unverschämtheit und Einmischung in innere Angelegenheiten Chinas. Am 15. Januar 2010 ließ die EACS (European Association of Chinese Studies) dem chinesischen Präsidenten Hu Jintao einen offenen Brief zukommen, in dem die Freilassung von Liu Xiaobo gefordert wurde. Im Februar 2010 veröffentlichten einige internationale Zeitungen, darunter Die Zeit, einen Text von Liu Xiaobo mit dem Titel: „Ich habe keine Feinde.“ Trotz allem: Eines Tages wird die Freiheit auch nach China kommen. Die nicht gehaltene Verteidigungsrede eines Dissidenten. Kurze Zeit vorher war seine Berufung zurückgewiesen und das Urteil des ersten Prozesses bestätigt worden. Besuchserlaubnis hatte nur seine Frau Liu Xia. Liu Xia lebte unter scharfer Polizeibewachung; Polizisten verwehrten jedem, der sie besuchen wollte, den Zugang zu ihr. Sie durfte ihn einmal im Monat eine halbe Stunde lang besuchen und ihrem Mann keine Briefe direkt überreichen. Ihr waren viele Themen verboten.
Liu Xia leidet selbst an einer Herzkrankheit und hat oft starke Schmerzen. Ihr Mann wusste nicht genau, wie es ihr geht, und sie bekommt keine ihrer Erkrankung angemessene Behandlung. Nachdem Liu Xiaobo gestorben war, wurde seine Witwe Liu Xia von der Außenwelt nahezu vollständig isoliert.
Nach dem Tod Liu Xiaobos im Juli 2017 forderten westliche Staaten und Menschenrechtsaktivisten China dazu auf, Liu Xia ohne Auflagen ausreisen zu lassen. Dieser Forderung kamen aber die chinesischen Behörden zunächst nicht nach. Anfang November 2017 erschien auf Anregung der Schriftstellervereinigung P.E.N. America ein Brief, der erneut ihre Freilassung forderte und u. a. ihren schlechten Gesundheitszustand erwähnte. Zu den 52 Unterzeichnern gehörten J. M. Coetzee, Philip Roth und Anne Tyler.
Am 10. Juli 2018 wurde Lius Hausarrest nach acht Jahren aufgehoben und ihre Ausreise zur medizinischen Behandlung nach Deutschland gestattet, wo sie am selben Tag eintraf. Dies geschah nach diplomatischen Gesprächen, die im Rahmen eines Staatsbesuchs von Angela Merkel in China, stattfanden.

## Friedensnobelpreis 2010

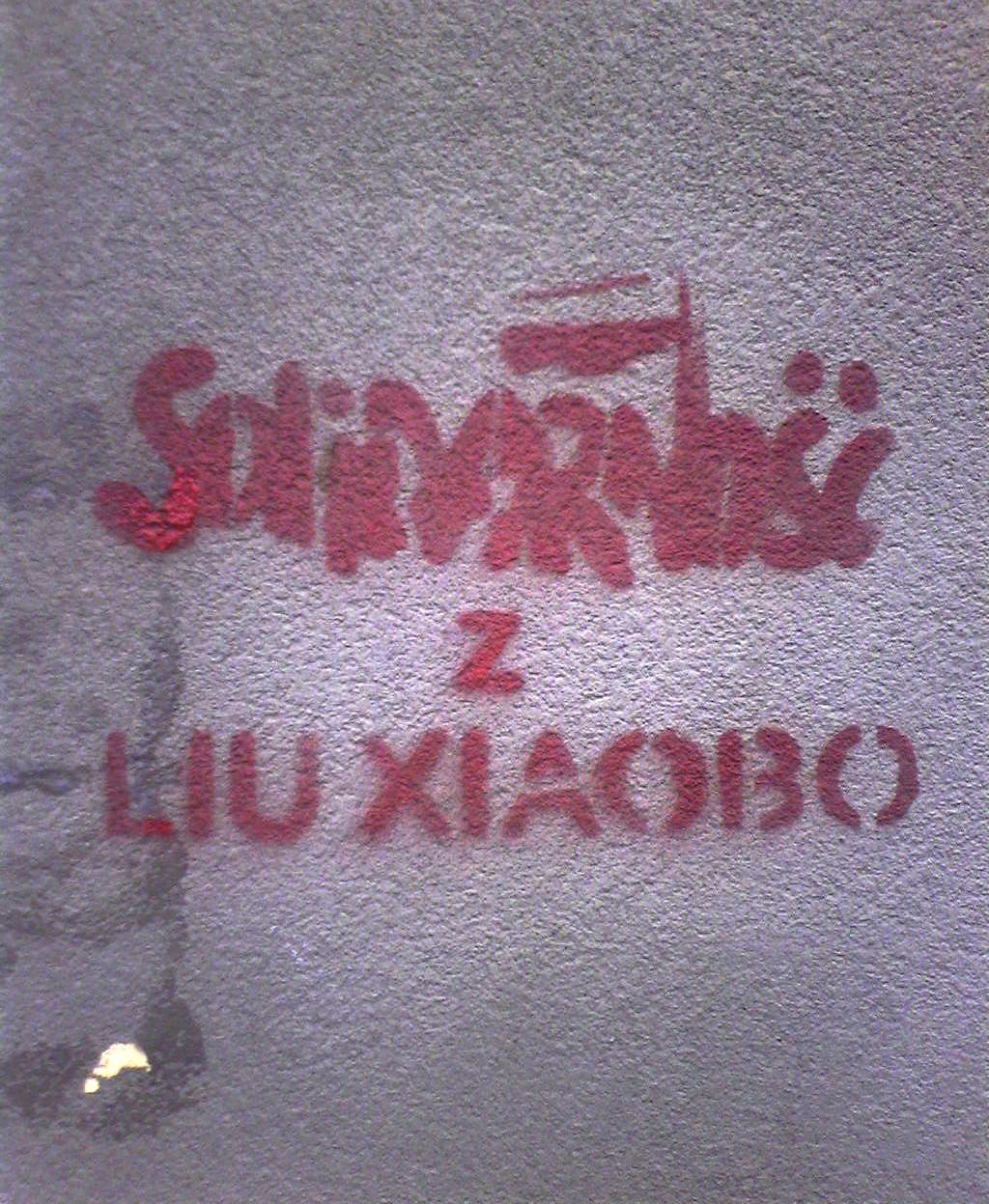
Eine Aufschrift in Warschau erklärt auf Polnisch „Solidarität mit Liu Xiaobo“.

Haltung verschiedener Staaten zur Verleihung des Friedensnobelpreises an Liu Xiaobo 2010:

Am 8. Oktober 2010 gab das Nobelpreis-Komitee bekannt, dass Liu Xiaobo mit dem Friedensnobelpreis ausgezeichnet wird. Als Begründung wurde sein „langer und gewaltloser Kampf für fundamentale Menschenrechte in China“ angegeben. Norwegens Regierungschef Jens Stoltenberg hatte Liu Xiaobo zum Nobelpreis gratuliert, sich dabei aber jeder direkten Kritik an Peking enthalten. Vertreter des Pekinger Außenministeriums hatten schon bei einem Treffen einige Wochen zuvor in Oslo mit einer Verschlechterung der Beziehungen gedroht, falls Liu oder ein anderer Oppositioneller aus China den Friedensnobelpreis bekommen sollte.

### Chinesische Reaktionen
Die Behörden erlaubten der Ehefrau Liu Xia am 10. Oktober 2010, Liu Xiaobo in der Haft zu besuchen. Zuvor geäußerte Befürchtungen des Anwalts von Liu Xiaobo über das Verschwinden von Liu Xia stellten sich als unbegründet heraus. Liu Xiaobo widmete, so berichtete seine Ehefrau, den Nobelpreis den Opfern des Massakers auf dem Tiananmen. Spontane Beifallsäußerungen wurden polizeilich unterdrückt, die Wohnung des Ehepaars unter Bewachung gestellt, so dass weder ausländische Journalisten noch chinesische Bürger Zutritt haben. Liu Xia stand nach ihrer Rückkehr nach Peking unter Hausarrest. Die chinesische Regierung bestellte den norwegischen Botschafter ein und übergab ihm eine Protestnote gegen die Preisverleihung.
Seit dem 11. Oktober 2010 lief eine Medienkampagne gegen die Verleihung, ein Treffen mit einer norwegischen Ministerin wurde abgesagt, Internetzugänge wurden erschwert, die Sendungen von BBC, CNN, die sich auf Liu Xiaobo bezogen, gestört. Gleichzeitig forderten mehr als 100 chinesische Intellektuelle in einem am 15. Oktober 2010 veröffentlichten offenen Brief an die chinesische Regierung die Freilassung Lius.
Anfang November 2010 forderte die chinesische Botschaft in Oslo diplomatische Vertretungen anderer Länder auf, nicht an der Verleihungszeremonie im Dezember teilzunehmen. Außer China nahmen 18 Staaten nicht an der Übergabezeremonie teil: Ägypten, Afghanistan, Irak, Iran, Kasachstan, Kolumbien, Kuba, Marokko, Pakistan, die Philippinen, Russland, Saudi-Arabien, Serbien, Sudan, Tunesien, Venezuela und Vietnam. Die Volksrepublik China kündigte kurz vor der Preisverleihungszeremonie an, einen eigenen Friedenspreis auszuloben. Die Verleihung fand am 10. Dezember, dem Todestag Alfred Nobels, statt. Während der Zeremonie am 10. Dezember 2010 blieb ein Stuhl frei, weil weder Liu Xiaobo noch seine Ehefrau oder ein anderer Bevollmächtigter den Preis persönlich annehmen konnten. Vergleichbares war zuletzt 1936 passiert, als der deutsche Preisträger Carl von Ossietzky vom nationalsozialistischen Regime an der Ausreise nach Oslo und der persönlichen Entgegennahme des Preises gehindert wurde.
Der Literaturnobelpreisträger des Jahres 2012 Mo Yan, Mitglied der Kommunistischen Partei Chinas, sprach sich kurz nach Bekanntgabe der Entscheidung der Schwedischen Akademie am 12. Oktober 2012 öffentlich für die Freilassung Liu Xiaobos aus, verbunden mit der Erlaubnis, sich in Zukunft politisch betätigen zu können.

### Haltung der akademischen Sinologen zum Fall Liu Xiaobo
Der Journalist und Sinologe Kai Strittmatter monierte anlässlich der Verleihung des Friedensnobelpreises, die auf China bezogene Fachwissenschaft sei in zu geringem Maß bereit, Kritik an der Regierung in Peking zu üben. Tilman Spengler habe dazu bemerkt: Das heutige Schweigen der Fachleute sei doch immerhin ein guter Kontrast zu der Beweihräucherung des Maoismus seinerzeit. Meinungsfreiheit enthalte auch das „Recht, das Maul zu halten“. Als gängige Muster dieses Schweigens führt Strittmatter auf: Der eine sei nur für das alte China da; der Zweite ersticke an der deutschen Bürokratie und habe daher keine Zeit; der Dritte meine, uns fragt ja keiner; und ein Vierter wolle sich nicht von aggressiven Exil-Chinesen vereinnahmen lassen. Ein einziger hauptberuflicher akademischer Sinologe, Heiner Roetz an der Ruhr-Universität Bochum, habe zum Thema eine öffentliche Podiumsdiskussion veranstaltet; Spengler hatte 2010 die Laudatio auf Liu gehalten, als dieser den Hermann-Kesten-Preis erhielt. Helwig Schmidt-Glintzer, Vorsitzender der Deutschen Vereinigung für Chinastudien, betrachtet laut Strittmatter den Staat China psychologisch: Der fühle sich manchmal missverstanden oder empfinde eine tiefe Kränkung bei der Kritik von Menschenrechtlern. Carsten Herrmann-Pillath, zugleich Leiter eines „East-West Centre for Business Studies and Cultural Studies“ in Frankfurt, fordert Respekt vor kultureller Differenz ein, wir sollten vom Westen „nicht einseitig Standards“ vorgeben, die Volksrepublik sei keine „totalitäre Macht“ mehr. Man dürfe China keinen „Gesichtsverlust“ zumuten; und er erkenne „kaum einen Unterschied zu westlichen Demokratien“ beim Zugang zu westlichem Gedankengut. Strittmatter untermauert seine Kritik an allzu großer Anpassung mit Aussagen der Autorin Dai Qing. Die mit Publikationsverbot belegte Dai Qing spricht vom „Einknicken westlicher Sinologie“, manche Vertreter würden die Natur des Regimes schönreden, anstelle von „Diktatur“ und „Autoritarismus“ zu reden.
„China hat Geld. Als deutscher Wissenschaftler … kann man es sich hier gut gehen lassen. Forschungsgelder und Ehrendoktortitel, die gibt es hier im Überfluss … Die Machthaber wollen anderen ihre Weltsicht aufdrücken. Mit jedem Schönredner, den es mehr gibt, kommen sie einen Schritt weiter.“
Auch von einigen Sinologen wird die Gefahr der Schönrednerei thematisiert: „Da ist viel Opportunismus dabei“, meint Hans Kühner, Berlin; es gibt eine große Gruppe, „die dabei ist, sich in Abhängigkeit zu begeben, … etliche halten sich systematisch zurück in allem, was in China Anstoß erregen könnte.“ Jörg Rudolph, Ludwigshafen, sieht bei manchen „Servilität und freiwillige Unterwerfung“, die wollen „zur Feldforschung ins Land, da sitzt die Schere im Kopf“. Ihn stört vor allem, wenn jetzt chinesische Politiker im Westen „so aggressiv ihre Interessen vertreten, dass sich alle danach richten, … das ist gefährlich.“ Michael Lackner, Erlangen, sieht ebenfalls bei manchen „antizipatorischen Gehorsam“. Die Gründungen von Konfuzius-Instituten sind für ihn die legitime „soft power“ Chinas; diese Institute an Universitäten, die Sinologie unterrichten, werden aus China ko-finanziert. An der Universität Göttingen werden sogar zwei reguläre Professorenstellen aus China finanziert.
Anderen geht diese einseitige Sinologenschelte zu weit. So fragte Björn Alpermann (Sinologe und Politikwissenschafter, Universität Würzburg) in einem Leserbrief zu Strittmatters Artikel in der Süddeutschen Zeitung, ob dieser denn auch einen Aristoteles-Experten zu einer Stellungnahme zur aktuellen Finanzkrise in Griechenland nötigen würde, genauso wie er von einem Konfuzius-Spezialisten eine Beurteilung Liu Xiaobos verlangt hatte. Die regelmäßige Befassung mit kritischen China-Themen in den allermeisten Sinologie-Studiengängen wird in dieser Diskussion ebenso ausgeblendet wie die häufigen Vorträge, Interviews und Medienbeiträge vieler Chinaforscher, die sich differenzierend, aber kritisch mit der politischen Situation dort auseinandersetzen. Zum Gedenken an den verstorbenen Liu Xiaobo veranstaltete die Sinologie Hamburg eine Gedenkstunde.
Anlässlich des zweiten Jahrestages der Nobelpreisverleihung organisierte P.E.N. eine Kampagne zu seiner Freilassung.

## Weitere Auszeichnungen
- 2008: Homo-Homini-Preis der Organisation People in need
- 2010: Alison Des Forges Award der US-amerikanischen Menschenrechtsorganisation Human Rights Watch
- 2010: Hermann-Kesten-Preis
- 2014: In Washington sollte ein Straßenabschnitt, in dem die Chinesische Botschaft liegt, nach ihm in Liu Xiaobo Plaza umbenannt werden.[46][47] Das Gesetz zur Umbenennung wurde 2016 im US-amerikanischen Senat verabschiedet, aber nicht beim Kongress zur Abstimmung vorgelegt, nachdem US-Präsident Obama angekündigt hatte, dass er sein Veto gegen das Gesetz einlegen würde.[48][49] Im Juli 2017 setzte sich der Republikaner Ted Cruz für eine Umbenennung des Straßenabschnittes vor der Chinesischen Botschaft in  Liu Xiaobo Plaza ein.[47]

## Publikationen
- Worte aus der Zelle, Gedicht, aus dem Zyklus Den Tod erfahren. Aus dem Englischen von Thomas Steinfeld. Süddeutsche Zeitung, 12. Oktober 2010, S. 15 Online
- Liu Xiaobo: Es gibt Hoffnung auf ein freies China. Essay, gekürzt. In 3 Teilen, Süddeutsche Zeitung, 11. Oktober 2010 Teil 1 (Übersetzer und Kompilator unbekannt)
- Martin-Liao, Tienchi, Hans Peter Hoffmann und Liu Xiaobo: Ich habe keine Feinde, ich kenne keinen Hass. Ausgewählte Schriften und Gedichte. S. Fischer, Frankfurt am Main 2011, ISBN 978-3-10-092591-6.